# Thryptomene decussata
Thryptomene decussata är en myrtenväxtart som först beskrevs av William Vincent Fitzgerald, och fick sitt nu gällande namn av John William Green. Thryptomene decussata ingår i släktet Thryptomene och familjen myrtenväxter. Inga underarter finns listade i Catalogue of Life.